# الشرفة (ولاية البويرة)
الشرفة بلدية بولاية البويرة، تقع على مسافة 50كم من مقر الولاية البويرة على الطريق الوطني رقم 26.
تقع بلدية الشرفة في أقصى شرق ولاية البويرة، على بعد 48 كلم بالضبط من مقر الولاية، ويحدها شرقا بلدية تزمالت ـ ولاية بجاية ـ وتتكون من أربع تجمعات سكانية هي: تكسيغدان ـ شكران ـ شرفة ـ توغزة.
و يحدها غربا واد وقور وشرقا واد تكسغدان وهما من روافد وادي الصومام.
و الشرفة بلدية زراعية بالدرجة الأولى، فهضابها تزرع فيها أشجار الزيتون وسهولها مخصصة للقمح والشعير والخضر المتنوع.
يتنوع سطحها بين الهضاب والتلال التي تكثر فيها أشجار الزيتون والتين وينمو فيها نات السرو وإكليل الجبل وأشجار الرمان، وتطل بلدية الشرفة على جبال جرجرة شمالا وجبال البيان شرقا.
في بعض المصادر تذكر باسم «قرية الشرفاء» لكون معظم سكانها من المرابطين الشرفاء الذين لهم باع في التعليم ودراية بأصول الدين نو هناك من يقول سميت الشرفة بسبب موقعا فهي تطل على القرى المجاورة لكون القرية القديمة «ثدارث» مبنية على تلال مرتفعة تطل على القرى المجاورة...و ذهب البعض أن مؤسسها هو الولي الصالح «أعمر الشريف» وأنه أول من سكن فيها وتنسب إليه فسميت بالشرفة نسبة له وضريحه موجود لليوم وهو مزار لسكان القرية وسكان المناطق المجاورة.

## مواضيع ذات صلة
- بلديات ولاية البويرة
- دوائر ولاية البويرة